# Periferija Tesalija
Tesalija (grčki: Θεσσαλία, Thesalía, eolski grčki: Πετθαλία, Pethalia) je jedna od trinaest grčkih periferija.
Ova Periferija podjeljena je na 4 prefekture. Glavni grad ove periferije i ovog dijela Grčke je Larisa. 
Zajedno s Makedonijom i Zapadnom Trakijom, Tesalija tvori neslužbeni dio Grčke koji se zove Sjeverna Grčka. 
Ova periferija leži u sredini Grčke, i graniči sa Središnjom Makedonijom i Zapadnom Makedonijom na sjeveru. Sa zapada graniči s Epirom a s juga s Središnjom Grčkom.
U najstarijoj grčkoj povijesti (za mračnog doba), Tesalija je bila poznata kao  Eolija i kao takvu opisao ju je Homer u svojoj Odiseji.

## Zemljopisne osobine
Velike istoimene kotline oko gradova Trikale i Larise tvore središnji ravničarski dio ove periferije. Ta ravnica okružena je planinama, sa sve četiri strane. Sa sjeveroistoka je to planina Olimp, sa zapada je to Pindsko gorje, s jugoistoka su to obalne planine Osa i Pelion a sa sjevera ovu ravnicu zatvaraju planine; Kasija i Kamvounia. 
Tesalija ima dosta kiša, čak i ljeti ( za razliku od ostale Grčke) tako da kroz nju teku brojne pritoke rijeke Penej a i sam Penej. Zato je Tesalija plodna te je često zovu žitnicom Grčke.

## Tesalija je podijeljena na 4 prefekture
- Kardisa
- Larisa
- Magnezija
- Trikala

## Veći gradovi u periferiji Tesalija
- Kardísa (Καρδίτσα)
- Lárisa (Λάρισα)
- Néa Ionía (Νέα Ιωνία)
- Tríkala (Τρίκαλα)
- Vólos (Βόλος)
- Elasona (Ελασσόνα)
- Tirnavos (Τύρναβος)
- Farsala (Φάρσαλα)
- Agia (Αγιά)
- Stomio (Στόμιο)

## Vanjske poveznice
- Službene stranice  Arhivirana inačica izvorne stranice od 25. rujna 2001. (Wayback Machine) (grč.)